# Локана
Локана (итал. Locana) је насеље у Италији у округу Торино, региону Пијемонт.
Према процени из 2011. у насељу је живело 740 становника. Насеље се налази на надморској висини од 629 м.

## Становништво
Према резултатима пописа становништва 2011. у општини је живело 1.601 становника.
| 1936. | 1951. | 1961. | 1971. | 1981. | 1991. | 2001. | 2011. |
| ----- | ----- | ----- | ----- | ----- | ----- | ----- | ----- |
| 3.914 | 3.580 | 3.012 | 2.405 | 2.186 | 1.983 | 1.806 | 1.601 |